# Will It Blend?
Will It Blend?(윌 잇 블렌드?)는 블렌텍 블렌더 제품군(특히 토털 블렌더)을 시연하는 일련의 인포머셜로 구성된 입소문 마케팅 캠페인이었다. 쇼에서 블렌텍 창립자 톰 딕슨은 자신의 블렌더의 힘을 보여주기 위해 특이한 물건을 블렌딩하려고 시도한다. 딕슨은 성냥갑을 이용한 혼합 실험을 통해 이 마케팅 캠페인을 시작했다.

## 구조
쇼의 각 에피소드는 톰 딕슨이 "혼합될까? 그게 문제이다."라는 문구로 소개하는 것으로 시작된다. 그 다음에는 타이틀 시퀀스가 이어진다. 그런 다음 블렌더에 넣고 시작하기 전에 블렌딩 중인 품목을 간략하게 소개한다. 그런 다음 문제의 항목이 혼합되고, 종종 해당 항목이 파괴되는 슬로우 모션 재생이 이루어진다. 그런 다음 딕슨은 블렌더에서 블렌딩된 품목을 꺼내 그 상태에 대해 설명하고 (보통) "예, 혼합됩니다!"라는 캡션이 화면에 표시된다.

## 같이 보기
- 블렌텍
- 유튜브